# Jonatan Kopelev
Jonatan Kopelev (1º ottobre 1991) è un nuotatore israeliano, specializzato nel dorso.

## Palmarès
- Europei

Debrecen 2012: oro nei 50m dorso.